# Franz-Joseph Dieken
Franz-Joseph Dieken (* 30. Januar 1958 in Lindern) ist ein deutscher Schauspieler und Regisseur.
Er spielte eine Nebenrolle in der ZDF-Telenovela Bianca – Wege zum Glück als Viktor Schneider, der jedoch bereits innerhalb der ersten Folgen von Katy (Nicola Ransom) vergiftet wird und stirbt. 2014 führt er Regie bei dem Kinderstück Michel aus Lönneberga bei den Burgfestspielen Jagsthausen.
Des Weiteren spielte er eine Hauptrolle in dem 2004 gedrehten Drama Willkommen im Club.

## Filmografie
- 1995: Unter uns
- 1995: Faust
- 1996: Adelheid und ihre Mörder
- 2004: Die Kinder vom Alstertal
- 2004: Bianca – Wege zum Glück
- 2005: Willkommen im Club
- 2008: Dornröschen